# Emil Hecht (Schauspieler)
Emil Hecht (* 31. Oktober 1857 in Breslau; † 14. April 1916 in Mannheim) war ein deutscher Theaterschauspieler und Regisseur.

## Leben
Emil Hecht war ein Sohn des Partikuliers Julius Hecht und der Rosalie Berliner. Seine Theaterkarriere begann 1875 in Liegnitz mit kleinen Rollen und Choreinsätzen. Ab 1877 war er am Carl-Schultze-Theater in Hamburg engagiert. Weitere Stationen waren Straßburg, Berlin und Mainz.
Von 1883 bis 1893 war Hecht als Nachfolger Carl Wilhelm Büllers Mitglied des Königlichen Hoftheaters in Kassel. Danach wechselte er ans Großherzogliche Hof- und Nationaltheater Mannheim, das er 1897 noch einmal verließ, um wieder nach Berlin zu wechseln, wo er zunächst am Berliner, dann am Goethetheater tätig war, ehe er 1899 nach Mannheim zurückkehrte.
In seiner Kasseler Zeit, 1889, heiratete er Auguste Sophie Clara Peterseim. Die Ehe wurde 1902 vor dem Großherzoglichen Landesgericht in Mannheim geschieden. Hecht starb im Alter von 59 Jahren.
Hecht galt als „routinierter Vertreter komischer Rollen“.